# Heinrich Christian Gottlieb Werthes
Heinrich Christian Gottlieb Werthes (* 25. Mai 1750 in Buttenhausen; † 1813 in Nagold) war ein württembergischer Beamter.
Werthes war der Sohn eines Pfarrers. Er war 1782 bis 1784 Alpiersbacher Pfleger in Rottweil. Von 1784 bis 1807 wirkte er als Oberamtmann im herzoglich württembergischen Amt Wildberg. Mit der Bildung des Oberamtes Nagold im Jahr 1808 wurde er dort Oberamtmann und blieb dies bis zu seinem Tode.